# Cục Tổ chức Trung ương Đảng Cộng sản toàn Liên bang khóa XVIII (1939–1952)
Cục Tổ chức Trung ương Đảng Cộng sản toàn Liên bang khóa XVIII được bầu tại Hội nghị Trung ương lần thứ nhất của Ban chấp hành Trung ương Đảng Cộng sản toàn Liên bang khóa XVIII được tổ chức ngày 22/3/1939.

## Ủy viên chính thức
| Ủy viên chính thức | Ủy viên chính thức                | Ủy viên chính thức | Ủy viên chính thức | Ủy viên chính thức | Ủy viên chính thức             |
| STT                | Họ tên (sinh-mất)                 | Chức vụ            | Chức vụ            | Chức vụ | Ghi chú                        |
| STT                | Họ tên (sinh-mất)                 | Nhiệm kỳ           | Nhiệm kỳ           | Chức vụ kiêm nhiệm | Ghi chú                        |
| ------------------ | --------------------------------- | ------------------ | ------------------ | --- | ------------------------------ |
| 1                  | Andrey Andreyev (1895–1971)       | 22/3/1939          | 18/3/1946          | Ủy viên Bộ Chính trị Đảng Cộng sản toàn Liên bang Bí thư Trung ương Đảng Cộng sản toàn Liên bang Chủ nhiệm Ban Kiểm tra Trung ương Đảng Cộng sản toàn Liên bang           |                                |
| 2                  | Andrei Zhdanov (1896–1948)        | 22/3/1939          | 31/8/1948          | Ủy viên Bộ Chính trị Đảng Cộng sản toàn Liên bang Bí thư Trung ương Đảng Cộng sản toàn Liên bang Chủ tịch Xô viết Liên bang Xô viết Tối cao Liên Xô                       | Mất khi đang tại nhiệm         |
| 3                  | Lazar Kaganovich (1893–1991)      | 22/3/1939          | 18/3/1946          | Ủy viên Bộ Chính trị Đảng Cộng sản toàn Liên bang Phó Chủ tịch Hội đồng Dân ủy Liên Xô                                                                                    |                                |
| 4                  | Georgy Malenkov (1902–1988)       | 22/3/1939          | 16/10/1952         | Ủy viên Bộ Chính trị Đảng Cộng sản toàn Liên bang Bí thư Trung ương Đảng Cộng sản toàn Liên bang Phó Chủ tịch Hội đồng Dân ủy Liên Xô                                     |                                |
| 5                  | Lev Mekhlis (1889–1953)           | 22/3/1939          | 16/10/1952         | Ủy viên Trung ương Đảng Cộng sản toàn Liên bang Phó Chủ tịch Hội đồng Dân ủy Liên Xô                                                                                      |                                |
| 6                  | Nikolai Mikhailov (1906–1982)     | 22/3/1939          | 16/10/1952         | Ủy viên Bộ Chính trị Đảng Cộng sản toàn Liên bang Bí thư Trung ương Đảng Cộng sản toàn Liên bang Bí thư thứ nhất Trung ương Đoàn Thanh niên Cộng sản Lenin toàn Liên bang |                                |
| 7                  | Joseph Stalin (1878–1953)         | 22/3/1939          | 16/10/1952         | Ủy viên Bộ Chính trị Đảng Cộng sản toàn Liên bang Bí thư Trung ương Đảng Cộng sản toàn Liên bang Tổng bí thư Trung ương Đảng Cộng sản toàn Liên bang                      |                                |
| 8                  | Nikolai Shvernik (1888–1970)      | 22/3/1939          | 18/3/1946          | Ủy viên dự khuyết Bộ Chính trị Đảng Cộng sản toàn Liên bang Chủ tịch Xô viết Quốc gia Xô viết Tối cao Liên Xô                                                             |                                |
| 9                  | Alexander Shcherbakov (1901–1945) | 22/3/1939          | 10/5/1945          | Ủy viên dự khuyết Bộ Chính trị Đảng Cộng sản toàn Liên bang Bí thư Trung ương Đảng Cộng sản toàn Liên bang Bí thư thứ nhất Tỉnh ủy Moskva                                 | Mất khi đang tại nhiệm         |
| 10                 | Georgy Aleksandrov (1908–1961)    | 18/3/1946          | 16/10/1952         | Ủy viên dự khuyết Trung ương Đảng toàn Liên bang Hiệu trưởng Trường Đảng cao cấp Trung ương Đảng Cộng sản toàn Liên bang                                                  |                                |
| 11                 | Vasily Andrianov (1902–1978)      | 18/3/1946          | 16/10/1952         | Ủy viên Trung ương Đảng Cộng sản toàn Liên bang Bí thư thứ nhất Tỉnh ủy Leningrad                                                                                         |                                |
| 12                 | Nikolai Bulganin (1895–1975)      | 18/3/1946          | 16/10/1952         | Ủy viên Bộ Chính trị Đảng Cộng sản toàn Liên bang Phó Chủ tịch thứ nhất Hội đồng Bộ trưởng Liên Xô                                                                        |                                |
| 13                 | Alexey Kuznetsov (1905–1950)      | 18/3/1946          | 7/3/1949           | Bí thư Trung ương Đảng Cộng sản toàn Liên bang | Bị bắt cáo buộc phản cách mạng |
| 14                 | Vasily Kuznetsov (1901–1990)      | 18/3/1946          | 16/10/1952         | Chủ tịch Xô viết Quốc gia Xô viết Tối cao Liên Xô |                                |
| 15                 | Nikolai Patolichev (1908–1989)    | 18/3/1946          | 24/5/1947          | Ủy viên dự khuyết Trung ương Đảng Cộng sản toàn Liên bang Bí thư thứ nhất Tỉnh ủy Chelyabinsk                                                                             |                                |
| 16                 | Georgy Popov (1906–1968)          | 18/3/1946          | 16/10/1952         | Ủy viên dự khuyết Trung ương Đảng Cộng sản toàn Liên bang Bí thư thứ nhất Tỉnh ủy Moskva                                                                                  |                                |
| 17                 | Mikhail Rodionov (1907–1950)      | 18/3/1946          | 7/3/1949           | Chủ tịch Hội đồng Bộ trưởng Nga Xô | Bị bắt cáo buộc phản cách mạng |
| 18                 | Mikhail Suslov (1902–1982)        | 18/3/1946          | 16/10/1952         | Bí thư Trung ương Đảng Cộng sản toàn Liên bang Trưởng ban Ban Tuyên truyền Cổ động Trung ương Đảng Cộng sản toàn Liên bang                                                |                                |
| 19                 | Nikolai Shatalin (1904–1984)      | 18/3/1946          | 16/10/1952         | Trưởng ban Ban Kế hoạch, tài chính, thương mại Trung ương Đảng Cộng sản toàn Liên bang                                                                                    |                                |
| 20                 | Boris Chernousov (1908–1978)      | 18/3/1946          | 16/10/1952         | Ủy viên dự khuyết Trung ương Đảng Cộng sản toàn Liên bang Bí thư thứ hai Tỉnh ủy Moskva                                                                                   |                                |